# Kacper Urbański
Kacper Urbański (Danzica, 7 settembre 2004) è un calciatore polacco, centrocampista del Bologna e della nazionale polacca.

## Carriera

### Club
Il 1º febbraio 2021 passa a titolo definitivo al Bologna. Esordisce in Serie A, oltre che con i felsinei, il 12 maggio 2021 nella sfida casalinga con il Genoa (0-2).
Nel luglio 2023, dopo avere disputato solo 2 partite in prima squadra (e nessuna nel 2022-2023), Urbański ha confermato di non rinnovare il contratto con il club, scaduto alla fine del mese precedente. Poche settimane dopo, il 27 luglio, il Bologna ha annunciato che Urbański aveva firmato un nuovo contratto valido fino a fine giugno 2025, con opzione per un altro anno. Il 22 settembre 2024 segna la sua prima rete in serie A, aprendo le marcature nel successo per 2-1 in casa del Monza.
Il 25 gennaio 2025 viene ceduto in prestito al Monza.

### Nazionale
Ha giocato nelle giovanili polacche dall'Under-16 all'Under 21.
Il 29 maggio 2024 viene convocato per la prima volta in nazionale maggiore venendo inserito nella lista dei pre-convocati per Euro 2024, venendo poi confermato nella lista definitiva il 7 giugno seguente. Il giorno stesso fa il suo esordio con la massima selezione polacca nell'amichevole vinta 2-1 contro l'Ucraina.

## Statistiche

### Presenze e reti nei club
Statistiche aggiornate al 17 maggio 2025.
| Stagione              | Squadra               | Campionato            | Campionato | Campionato | Coppe nazionali | Coppe nazionali | Coppe nazionali | Coppe europee | Coppe europee | Coppe europee | Altre coppe | Altre coppe | Altre coppe | Totale | Totale |
| Stagione              | Squadra               | Comp                  | Pres       | Reti       | Comp            | Pres            | Reti            | Comp          | Pres          | Reti          | Comp        | Pres        | Reti        | Pres   | Reti   |
| --------------------- | --------------------- | --------------------- | ---------- | ---------- | --------------- | --------------- | --------------- | ------------- | ------------- | ------------- | ----------- | ----------- | ----------- | ------ | ------ |
| 2019-2020             | Lechia Danzica        | EK                    | 3          | 0          | CP              | 0               | 0               |               | -             | -             |             | -           | -           | 3      | 0      |
| 2020-gen. 2021        | Lechia Danzica        | EK                    | 1          | 0          | CP              | 1               | 0               |               | -             | -             |             | -           | -           | 2      | 0      |
| Totale Lechia Danzica | Totale Lechia Danzica | Totale Lechia Danzica | 4          | 0          |                 | 1               | 0               | -             | -             | -             | -           | -           | -           | 5      | 0      |
| gen.-giu. 2021        | Bologna               | A                     | 1          | 0          | CI              | -               | -               | -             | -             | -             | -           | -           | -           | 1      | 0      |
| 2021-2022             | Bologna               | A                     | 1          | 0          | CI              | 0               | 0               | -             | -             | -             | -           | -           | -           | 1      | 0      |
| 2022-2023             | Bologna               | A                     | 0          | 0          | CI              | 0               | 0               | -             | -             | -             | -           | -           | -           | 0      | 0      |
| 2023-2024             | Bologna               | A                     | 22         | 0          | CI              | 3               | 0               | -             | -             | -             | -           | -           | -           | 25     | 0      |
| 2024-gen. 2025        | Bologna               | A                     | 7          | 1          | CI              | 1               | 0               | UCL           | 4             | 0             | -           | -           | -           | 12     | 1      |
| Totale Bologna        | Totale Bologna        | Totale Bologna        | 31         | 1          |                 | 4               | 0               | -             | 4             | 0             | -           | -           | -           | 39     | 1      |
| gen.-giu. 2025        | Monza                 | A                     | 8          | 0          | CI              | 0               | 0               | -             | -             | -             | -           | -           | -           | 8      | 0      |
| Totale carriera       | Totale carriera       | Totale carriera       | 43         | 1          |                 | 5               | 0               |               | 4             | 0             |             | -           | -           | 52     | 1      |

### Cronologia presenze e reti in nazionale
| Cronologia completa delle presenze e delle reti in nazionale ― Polonia | Cronologia completa delle presenze e delle reti in nazionale ― Polonia | Cronologia completa delle presenze e delle reti in nazionale ― Polonia | Cronologia completa delle presenze e delle reti in nazionale ― Polonia | Cronologia completa delle presenze e delle reti in nazionale ― Polonia | Cronologia completa delle presenze e delle reti in nazionale ― Polonia | Cronologia completa delle presenze e delle reti in nazionale ― Polonia | Cronologia completa delle presenze e delle reti in nazionale ― Polonia |
| Data                                                                   | Città                                                                  | In casa                                                                | Risultato                                                              | Ospiti                                                                 | Competizione                                                           | Reti                                                                   | Note                                                                   |
| ---------------------------------------------------------------------- | ---------------------------------------------------------------------- | ---------------------------------------------------------------------- | ---------------------------------------------------------------------- | ---------------------------------------------------------------------- | ---------------------------------------------------------------------- | ---------------------------------------------------------------------- | ---------------------------------------------------------------------- |
| 7-6-2024                                                               | Varsavia                                                               | Polonia                                                                | 3 – 1                                                                  | Ucraina                                                                | Amichevole                                                             | -                                                                      | 5’ 61’                                                                 |
| 10-6-2024                                                              | Varsavia                                                               | Polonia                                                                | 2 – 1                                                                  | Turchia                                                                | Amichevole                                                             | -                                                                      | 32’                                                                    |
| 16-6-2024                                                              | Amburgo                                                                | Polonia                                                                | 1 – 2                                                                  | Paesi Bassi                                                            | Euro 2024 - 1º turno                                                   | -                                                                      | 55’                                                                    |
| 21-6-2024                                                              | Berlino                                                                | Polonia                                                                | 1 – 3                                                                  | Austria                                                                | Euro 2024 - 1º turno                                                   | -                                                                      | 87’                                                                    |
| 25-6-2024                                                              | Dortmund                                                               | Francia                                                                | 1 – 1                                                                  | Polonia                                                                | Euro 2024 - 1º turno                                                   | -                                                                      |                                                                        |
| 5-9-2024                                                               | Glasgow                                                                | Scozia                                                                 | 2 – 3                                                                  | Polonia                                                                | UEFA Nations League 2024-2025 - 1º turno                               | -                                                                      |                                                                        |
| 8-9-2024                                                               | Osijek                                                                 | Croazia                                                                | 1 – 0                                                                  | Polonia                                                                | UEFA Nations League 2024-2025 - 1º turno                               | -                                                                      | 62’                                                                    |
| 12-10-2024                                                             | Varsavia                                                               | Polonia                                                                | 1 – 3                                                                  | Portogallo                                                             | UEFA Nations League 2024-2025 - 1º turno                               | -                                                                      | 76’                                                                    |
| 15-10-2024                                                             | Varsavia                                                               | Polonia                                                                | 3 – 3                                                                  | Croazia                                                                | UEFA Nations League 2024-2025 - 1º turno                               | -                                                                      |                                                                        |
| 15-11-2024                                                             | Porto                                                                  | Portogallo                                                             | 5 – 1                                                                  | Polonia                                                                | UEFA Nations League 2024-2025 - 1º turno                               | -                                                                      | 73’                                                                    |
| 18-11-2024                                                             | Varsavia                                                               | Polonia                                                                | 1 – 2                                                                  | Scozia                                                                 | UEFA Nations League 2024-2025 - 1º turno                               | -                                                                      | 75’                                                                    |
| Totale                                                                 |                                                                        | Presenze                                                               | 11                                                                     |                                                                        | Reti                                                                   | 0                                                                      |                                                                        |

| Cronologia completa delle presenze e delle reti in nazionale ― Polonia under 21 | Cronologia completa delle presenze e delle reti in nazionale ― Polonia under 21 | Cronologia completa delle presenze e delle reti in nazionale ― Polonia under 21 | Cronologia completa delle presenze e delle reti in nazionale ― Polonia under 21 | Cronologia completa delle presenze e delle reti in nazionale ― Polonia under 21 | Cronologia completa delle presenze e delle reti in nazionale ― Polonia under 21 | Cronologia completa delle presenze e delle reti in nazionale ― Polonia under 21 | Cronologia completa delle presenze e delle reti in nazionale ― Polonia under 21 |
| Data                                                                            | Città                                                                           | In casa                                                                         | Risultato                                                                       | Ospiti                                                                          | Competizione                                                                    | Reti                                                                            | Note                                                                            |
| ------------------------------------------------------------------------------- | ------------------------------------------------------------------------------- | ------------------------------------------------------------------------------- | ------------------------------------------------------------------------------- | ------------------------------------------------------------------------------- | ------------------------------------------------------------------------------- | ------------------------------------------------------------------------------- | ------------------------------------------------------------------------------- |
| 26-3-2024                                                                       | Chorzów                                                                         | Portogallo under 21                                                             | 0 – 1                                                                           | Bulgaria under 21                                                               | Qual. Europeo Under-21 2025                                                     | -                                                                               | 78’                                                                             |
| Totale                                                                          |                                                                                 | Presenze                                                                        | 1                                                                               |                                                                                 | Reti                                                                            | 0                                                                               |                                                                                 |